# 米特坎普鎮區 (北卡羅萊納州沃托加縣)
米特坎普鎮區（英語：Meat Camp Township）是位於美國北卡羅萊納州沃托加縣的一個鎮區。

## 地方資料
米特坎普鎮區的面積為78.21平方千米，皆為陸地。根據2020年美國人口普查的數據，當地共有人口2346人，而人口密度為每平方千米30人。